# 502-й штурмовой авиационный полк
502-й штурмовой авиационный Таманский полк — воинская часть вооружённых сил СССР в Великой Отечественной войне.

## История
Сформирован осенью 1941 года, был вооружён штурмовиками Ил-2.
В составе действующей армии во время ВОВ c 6 октября 1941 по 14 октября 1941, с 8 января 1942 по 21 июня 1942, с 20 июля 1942 по 16 мая 1944 и с 4 июля 1944 по 9 мая 1945 года.
Боевые действия начал c 6 октября 1941 года на подступах к Москве, в районах Юхнов — Малоярославец в составе Войск обороны Москвы, в течение недели штурмуя вражеские колонны, укрепления, аэродромы. По-видимому, за неделю потерял большую часть самолётов, поскольку уже 14 октября отведён на укомплектование.
Вновь поступил в армию с 8 января 1942 года, на Северо-Западном фронте, где действует с аэродрома Крестцы, нанося удары по окружённой группировке немецких войск в Демянске, рамушевскому коридору, штурмуя аэродромы, с которых осуществлялось снабжение окружённых войск противника. Действует в этом районе до конца июня 1942 года, затем в течение месяца укомплектовывается и направлен на Северный Кавказ.
С 20 июля 1942 года базируется в Майкопе, штурмует переправы через Кубань и Лабу, вражеские войска в района Армавира, колонны, двигавшиеся в направлении Майкопа, Белореченской, Краснодара, Хадыженской и Новороссийска. Ближе к 10 августа 1942 года перелетел в Адлер, откуда действует до окончания боёв на Кавказе, наносит удары по Майкопу, Апшеронской, с началом Туапсинской оборонительной операции штурмует войска и укрепления противника в районах Майкопа, Хадыженской, Горячего Ключа, высот Семашхо и Два Брата. В это время прикрывался истребителями 269-го истребительного полка
С началом Краснодарской операции, поддерживая наступающие советские войска, наносит удары в районах Хадыженская, Горячий Ключ, Майкоп, Апшеронская, Белореченская, Краснодар, Яблоновский, Афипский, Энем. Так, 28 января 1943 года штурмует железнодорожные станции Георгие — Афипская, 4 февраля 1943 года под прикрытием 164-го авиационного полка в полном составе задействован на штурмовке войск и техники в районе Тахтамукая и на дороге Краснодар — Северская. В феврале 1943 года обеспечивает высадку десанта на Малую землю и в дальнейшем привлекается к боевым действиям по удержанию плацдарма. 11 февраля 1943 года перелетел в Майкоп, 12 февраля штурмует дорогу Северская — Ильская.
С весны 1943 года базируется в Елизаветинской, действует по укреплённой «Голубой линии», а также над Керченским проливом, уничтожая катера и грузовые суда противника.
Во время Таманской операции штурмует вражеские войска в районах Абинская, Крымский, Ахтырский, Славянская, Анастасиевская, Варениковская, Темрюк, Тамань, Молдаванская, Неберджаевская, Новороссийск.
В 1944 году задействован в Крыму, в мае 1944 года принимает участие в освобождении Севастополя. В июле 1944 года перебазирован на подступы к Прибалтике. Действует в районе Идрицы, Себежа, затем Даугавпилса, Резекне, поддерживая наступление войск 10-й гвардейской армии, продолжая наступление наносит удары по артиллерийским и миномётным позициям противника в районе Петераны, Гостини, Крустпилс, Антужи, прикрывается истребителями 832-го истребительного авиационного полка, в октябре 1944 года действует в районе Риги.
Затем, до конца войны, участвует в попытках прорвать оборону Курляндского котла, где и после капитуляции Германии партизанское сопротивление продолжалось до июля 1945 года.

## Подчинение
| Дата            | Фронт (округ)                                       | Армия                         | Корпус                           | Дивизия                                  | Примечания                                                                           |
| --------------- | --------------------------------------------------- | ----------------------------- | -------------------------------- | ---------------------------------------- | ------------------------------------------------------------------------------------ |
| 01.10.1941 года | -                                                   | -                             | -                                | -                                        | на формировании                                                                      |
| 01.11.1941 года | -                                                   | -                             | -                                | -                                        | на формировании, с 6 октября по 14 октября действовал в составе Войск обороны Москвы |
| 01.12.1941 года | -                                                   | -                             | -                                | -                                        | на формировании                                                                      |
| 01.01.1942 года | Резерв Ставки ВГК                                   | -                             | -                                | -                                        | -                                                                                    |
| 01.02.1942 года | Северо-Западный фронт                               | -                             | -                                | 6-я смешанная авиационная дивизия        | -                                                                                    |
| 01.03.1942 года | Северо-Западный фронт                               | -                             | -                                | -                                        | -                                                                                    |
| 01.04.1942 года | Северо-Западный фронт                               | -                             | -                                | -                                        | -                                                                                    |
| 01.05.1942 года | Северо-Западный фронт                               | -                             | -                                | -                                        | -                                                                                    |
| 01.06.1942 года | Северо-Западный фронт                               | -                             | -                                | -                                        | -                                                                                    |
| 01.07.1942 года | Приволжский военный округ                           | -                             | -                                | -                                        | -                                                                                    |
| 01.08.1942 года | Северо-Кавказский фронт                             | 5-я воздушная армия           | -                                | 236-я истребительная авиационная дивизия | -                                                                                    |
| 01.09.1942 года | Северо-Кавказский фронт                             | 5-я воздушная армия           | -                                | 236-я истребительная авиационная дивизия | -                                                                                    |
| 01.10.1942 года | Закавказский фронт (Черноморская группа войск)      | 5-я воздушная армия           | -                                | 295-я истребительная авиационная дивизия | -                                                                                    |
| 01.11.1942 года | Закавказский фронт (Черноморская группа войск)      | 5-я воздушная армия           | -                                | 295-я истребительная авиационная дивизия | -                                                                                    |
| 01.12.1942 года | Закавказский фронт (Черноморская группа войск)      | 5-я воздушная армия           | -                                | 295-я истребительная авиационная дивизия | -                                                                                    |
| 01.01.1943 года | Закавказский фронт (Черноморская группа войск)      | 5-я воздушная армия           | -                                | 295-я истребительная авиационная дивизия | -                                                                                    |
| 01.02.1943 года | Закавказский фронт (Черноморская группа войск)      | 5-я воздушная армия           | -                                | 295-я истребительная авиационная дивизия | -                                                                                    |
| 01.03.1943 года | Северо-Кавказский фронт (Черноморская группа войск) | 5-я воздушная армия           | -                                | 295-я истребительная авиационная дивизия | -                                                                                    |
| 01.04.1943 года | Северо-Кавказский фронт                             | 5-я воздушная армия           | -                                | -                                        | -                                                                                    |
| 01.05.1943 года | Северо-Кавказский фронт                             | 4-я воздушная армия           | 2-й смешанный авиационный корпус | 214-я штурмовая авиационная дивизия      | -                                                                                    |
| 01.06.1943 года | Северо-Кавказский фронт                             | 4-я воздушная армия           | 2-й смешанный авиационный корпус | 214-я штурмовая авиационная дивизия      | -                                                                                    |
| 01.07.1943 года | Северо-Кавказский фронт                             | 4-я воздушная армия           | 2-й смешанный авиационный корпус | 214-я штурмовая авиационная дивизия      | -                                                                                    |
| 01.08.1943 года | Северо-Кавказский фронт                             | 4-я воздушная армия           | -                                | 214-я штурмовая авиационная дивизия      | -                                                                                    |
| 01.09.1943 года | Северо-Кавказский фронт                             | 4-я воздушная армия           | -                                | 214-я штурмовая авиационная дивизия      | -                                                                                    |
| 01.10.1943 года | Северо-Кавказский фронт                             | 4-я воздушная армия           | -                                | 214-я штурмовая авиационная дивизия      | -                                                                                    |
| 01.11.1943 года | Северо-Кавказский фронт                             | 4-я воздушная армия           | -                                | 214-я штурмовая авиационная дивизия      | -                                                                                    |
| 01.12.1943 года | -                                                   | 4-я отдельная воздушная армия | -                                | 214-я штурмовая авиационная дивизия      | -                                                                                    |
| 01.01.1944 года | -                                                   | 4-я отдельная воздушная армия | -                                | 214-я штурмовая авиационная дивизия      | -                                                                                    |
| 01.02.1944 года | -                                                   | 4-я отдельная воздушная армия | -                                | 214-я штурмовая авиационная дивизия      | -                                                                                    |
| 01.03.1944 года | -                                                   | 4-я отдельная воздушная армия | -                                | 214-я штурмовая авиационная дивизия      | -                                                                                    |
| 01.04.1944 года | -                                                   | 4-я отдельная воздушная армия | -                                | 214-я штурмовая авиационная дивизия      | -                                                                                    |
| 01.05.1944 года | 4-й Украинский фронт                                | 8-я отдельная воздушная армия | -                                | 214-я штурмовая авиационная дивизия      | -                                                                                    |
| 01.06.1944 года | Резерв Ставки ВГК                                   | 8-я отдельная воздушная армия | 1-й смешанный авиационный корпус | 214-я штурмовая авиационная дивизия      | -                                                                                    |
| 01.07.1944 года | -                                                   | Приморская армия              | 1-й смешанный авиационный корпус | 214-я штурмовая авиационная дивизия      | -                                                                                    |
| 01.08.1944 года | 2-й Прибалтийский фронт                             | 15-я воздушная армия          | -                                | 214-я штурмовая авиационная дивизия      | -                                                                                    |
| 01.09.1944 года | 2-й Прибалтийский фронт                             | 15-я воздушная армия          | -                                | 214-я штурмовая авиационная дивизия      | -                                                                                    |
| 01.10.1944 года | 2-й Прибалтийский фронт                             | 15-я воздушная армия          | -                                | 214-я штурмовая авиационная дивизия      | -                                                                                    |
| 01.11.1944 года | 2-й Прибалтийский фронт                             | 15-я воздушная армия          | -                                | 214-я штурмовая авиационная дивизия      | -                                                                                    |
| 01.12.1944 года | 2-й Прибалтийский фронт                             | 15-я воздушная армия          | -                                | 214-я штурмовая авиационная дивизия      | -                                                                                    |
| 01.01.1945 года | 2-й Прибалтийский фронт                             | 15-я воздушная армия          | -                                | 214-я штурмовая авиационная дивизия      | -                                                                                    |
| 01.02.1945 года | 2-й Прибалтийский фронт                             | 15-я воздушная армия          | -                                | 214-я штурмовая авиационная дивизия      | -                                                                                    |
| 01.03.1945 года | 2-й Прибалтийский фронт                             | 15-я воздушная армия          | -                                | 214-я штурмовая авиационная дивизия      | -                                                                                    |
| 01.04.1945 года | Ленинградский фронт (Курляндская группа войск)      | 15-я воздушная армия          | -                                | 214-я штурмовая авиационная дивизия      | -                                                                                    |
| 01.05.1945 года | Ленинградский фронт (Курляндская группа войск)      | 15-я воздушная армия          | -                                | 214-я штурмовая авиационная дивизия      | -                                                                                    |

## Командиры
- майор Зотов
- Смирнов, Сергей Александрович, майор, подполковник, с 1942 года

## Участие в операциях и битвах
- Воздушное сражение на Кубани — с 17 апреля 1943 года по 7 июня 1943 года.
- Новороссийско-Таманская стратегическая наступательная операция — с 10 сентября 1943 года по 9 октября 1943 года.
- Керченско-Эльтигенская десантная операция — с 31 октября 1943 года по 11 декабря 1943 года.
- Крымская операция — с 8 апреля 1944 года по 12 мая 1944 года.
- Режицко-Двинская операция — с июля 1944 года по август 1944 года.
- Рижская операция — с 14 сентября 1944 года по 22 октября 1944 года.
- Блокада и ликвидация Курляндской группировки — с 16 октября 1944 года по апрель 1945 года.
- Курляндский котёл — с 1 апреля 1945 года по 9 мая 1945 года
- Курляндская наступательная операция — с 3 февраля 1945 года по 30 марта 1945 года

## Награды и наименования
| Награда                           | Дата       | За что получена |
| --------------------------------- | ---------- | --- |
| Почётное наименование «Таманский» | 09.10.1943 | За отличие в боях за освобождение Таманского полуострова, окончательную ликвидацию оперативно важного плацдарма немцев на Кубани, обеспечивавшего им оборону Крыма и возможность наступательных действий в сторону Кавказа, 9 октября 1943 года присвоено почётное наименование «Таманский». |

## Отличившиеся воины полка
| Награда | Ф. И. О.                        | Должность                        | Звание            | Данные о вылетах                                            | Дата награждения | Примечания                                                                      |
| ------- | ------------------------------- | -------------------------------- | ----------------- | ----------------------------------------------------------- | ---------------- | ------------------------------------------------------------------------------- |
|         | Золотухин, Борис Александрович  | командир эскадрильи              | капитан           | к моменту представления 127 боевых вылетов                  | 18.08.1945       | -                                                                               |
|         | Кирсанов, Владимир Михайлович   | командир звена                   | старший лейтенант | к моменту представления 158 боевых вылета                   | 18.08.1945       |                                                                                 |
|         | Краснопёров, Сергей Леонидович  | командир звена                   | старший лейтенант | к моменту представления 74 боевых вылета                    | 04.02.1944       | погиб 24.06.1944                                                                |
|         | Комендант, Вадим Петрович       | старший лётчик                   | лейтенант         | к моменту представления 124 боевых вылета                   | 18.08.1945       | -                                                                               |
|         | Корнилов, Михаил Дмитриевич     | командир эскадрильи              | старший лейтенант | к моменту представления 113 боевых вылетов                  | 18.08.1945       | погиб 17.03.1945                                                                |
|         | Кочергин, Григорий Климентьевич | командир звена                   | лейтенант         | к моменту представления 186 боевых вылетов                  | 17.04.1943       | погиб 28.09.1943                                                                |
|         | Лаук, Евгений Александрович     | младший лётчик                   | младший лейтенант | -                                                           | -                | совершил огненный таран в р-не ст. Белореченской Краснодарского края 16.08.1942 |
|         | Луговской, Дмитрий Иванович     | командир эскадрильи              | капитан           | -                                                           | 13.04.1944       | -                                                                               |
|         | Романенко, Василий Сергеевич    | командир эскадрильи              | капитан           | к моменту представления 74 боевых вылета                    | 21.07.1942       | погиб 30.06.1942                                                                |
|         | Тюков, Владимир Михайлович      | заместитель командира эскадрильи | старший лейтенант | к моменту представления 101 боевой вылет, 2 сбитых самолёта | 13.04.1944       | погиб 24.04.1944                                                                |

## Известные люди, связанные с полком
- Ляшенко, Варвара Савельевна, лётчица полка, одна из немногих женщин, летавших на Ил-2.